# Łomnica (Olesno)
Łomnica (deutsch Lomnitz, 1936–1945 Gnadenkirch) ist eine Ortschaft in Oberschlesien. Sie liegt in der Gmina Olesno (Rosenberg OS) im Powiat Oleski der Woiwodschaft Opole (Oppeln).

## Geographie

### Geographische Lage
Łomnica liegt im nordöstlichen Teil Oberschlesiens im Rosenberger Land. Das Dorf Łomnica liegt rund zehn Kilometer südöstlich der Kreisstadt Olesno und etwa 57 Kilometer nordöstlich der Woiwodschaftshauptstadt Opole. Östlich des Dorfes liegt die Grenze zur Woiwodschaft Schlesien.
Der Ort liegt in der Wyżyna Woźnicko-Wieluńska (Woischnik-Wieluń Hochland) innerhalb der Obniżenie Liswarty (Lisswarther Senke). Südlich des Dorfes liegen weitläufige Waldgebiete. Durch das Dorf verläuft die Landesstraße Droga krajowa 11. Łomnica liegt an der Łomnica (Lomnitz), einem linken Zufluss der Lisswarta (Lisswarthe).

### Ortsteil
Ortsteil von Łomnica ist der Weiler Wydzieracz (Hedwigshof).

### Nachbarorte
Nachbarorte von Łomnica sind im Nordwesten Sowczyce (Schoffschütz), im Südosten Sieraków Śląski (Schierokau) und im Südwesten Kolonia Łomnicka (Tellsruh).

## Geschichte

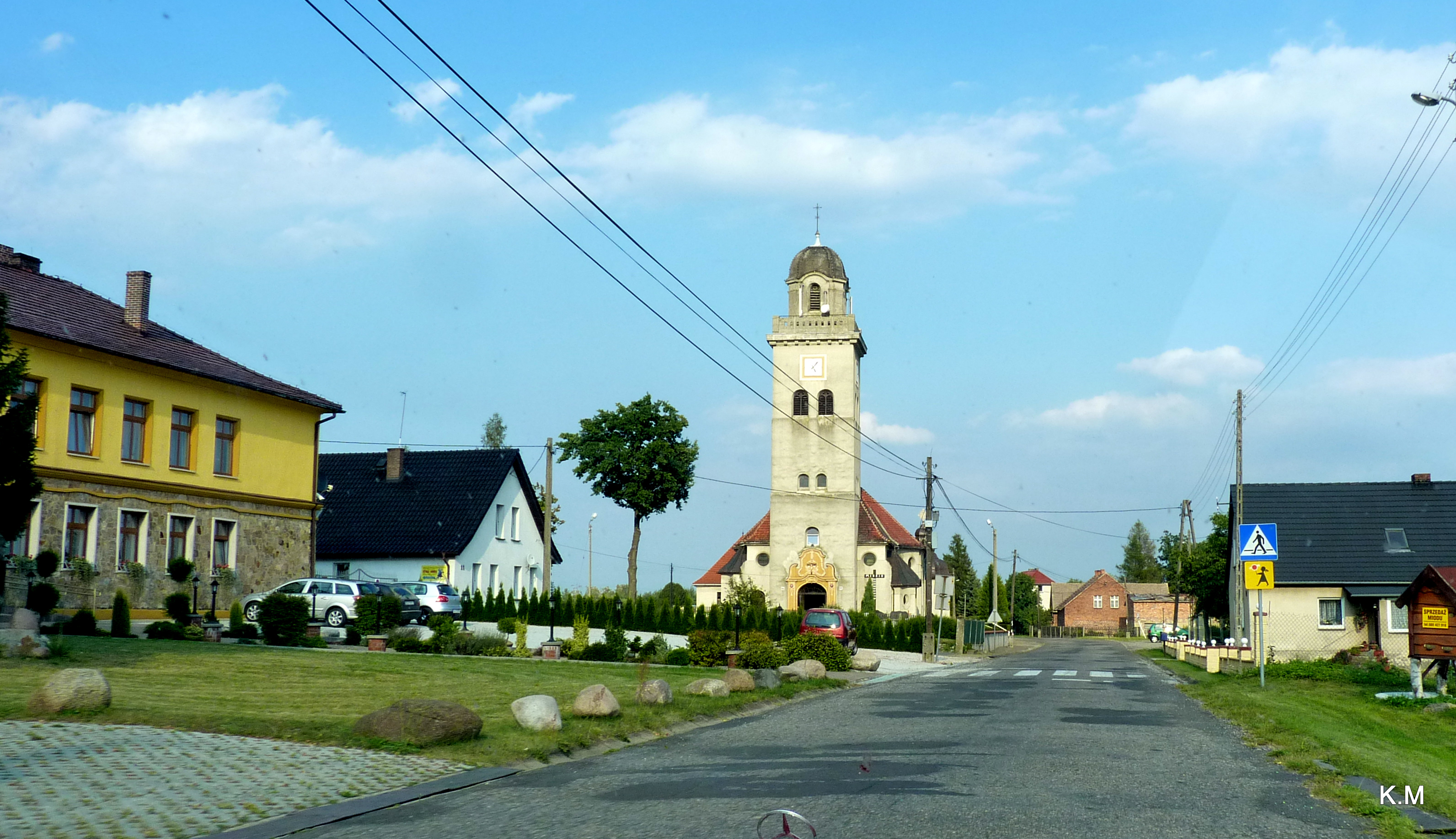
Ortsbild mit Katharinenkirche

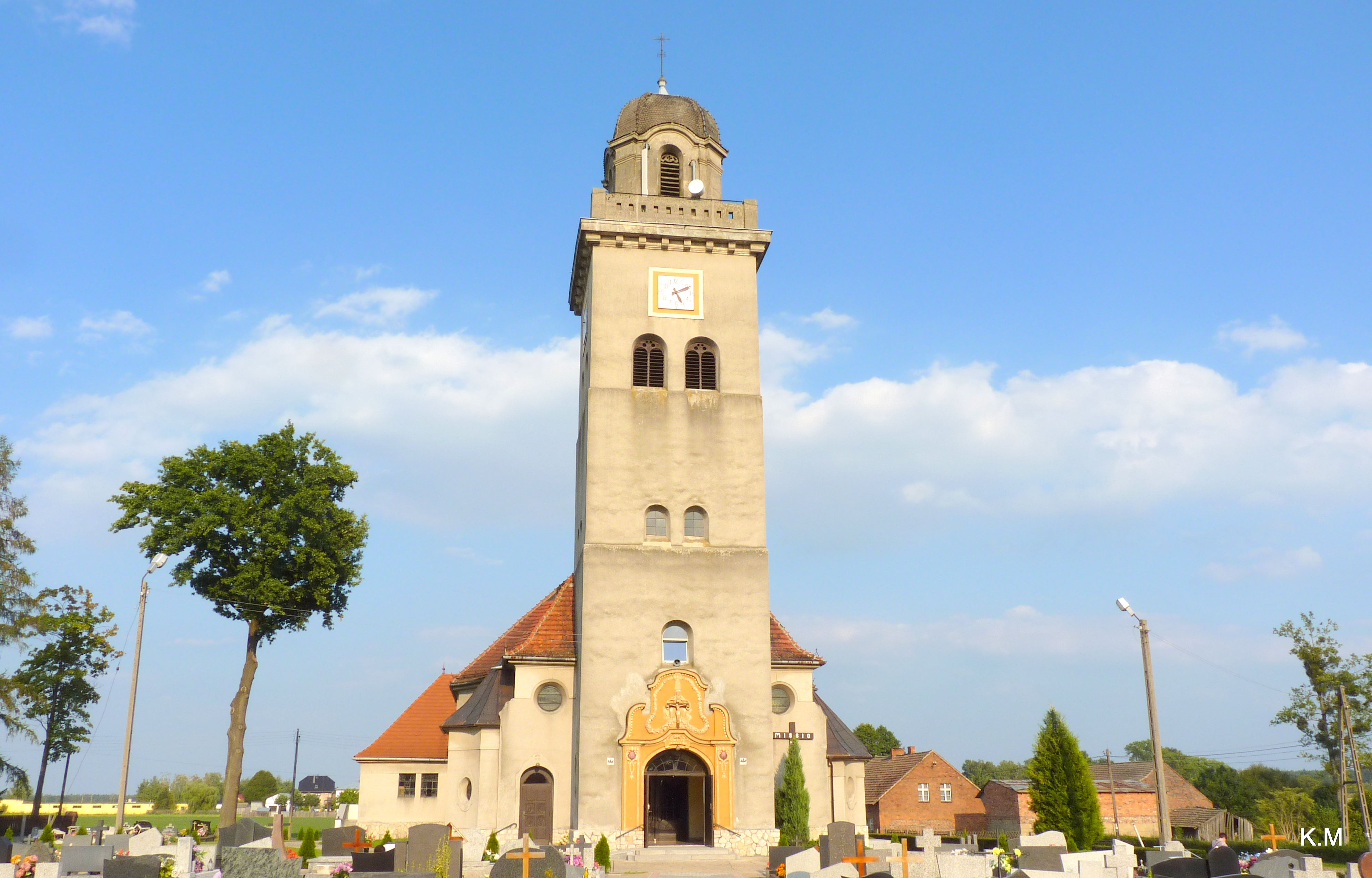
Katharinenkirche

Das Dorf wurde 1424 erstmals als Lompnicza urkundlich erwähnt. Der Ortsname leitet sich vom slawischen Begriff Lomny ab und bedeutet Steinbruchort.
Nach dem Ersten Schlesischen Krieg 1742 fiel Lomnitz mit dem größten Teil Schlesiens an Preußen. Der Ort wurde 1783 im Buch Beyträge zur Beschreibung von Schlesien als Lomni(t)z erwähnt, gehörte einem Grafen von Gesler und lag im Kreis Rosenberg des Fürstentums Oppeln. Damals hatte er 557 Einwohner, vier herrschaftliche Vorwerke, eine Schule, zwei Mühlen, neun Bauern, 52 Gärtner und sechs Häusler.
Nach der Neuorganisation der Provinz Schlesien gehörte die Landgemeinde Lomnitz ab 1816 zum Landkreis Rosenberg O.S. im Regierungsbezirk Oppeln. 1845 bestanden im Dorf eine katholische Kirche, eine katholische Schule, ein Schloss, ein Vorwerk, eine Försterei, eine Brauerei, eine Brennerei und 124 Häuser. Im gleichen Jahr lebten in Lomnitz 811 Menschen, davon 17 evangelisch und fünf jüdisch. 1855 zählte das Dorf 915 Einwohner. 1865 bestand Lomnitz aus einem Dominium und einem Dorf. Das Dorf hatte zu diesem Zeitpunkt 16 Bauern, 35 Gärtner, 12 Leerhäuslerstellen und 15 Häuslerstellen, sowie eine katholische Schule, eine katholische Kirche und zwei Wassermühlen. 1874 wurde der Amtsbezirk Schoffschütz gegründet, welcher aus den Landgemeinden  Lomnitz, Schoffczütz und Tellsruh und den Gutsbezirken Lomnitz und Schoffczütz bestand. 1885 zählte Lomnitz 762 Einwohner.
Bei der Volksabstimmung in Oberschlesien am 20. März 1921 stimmten 161 Wahlberechtigte für einen Verbleib Oberschlesiens bei Deutschland und 305 für eine Zugehörigkeit zu Polen. Nach der Teilung Oberschlesiens verblieb Lomnitz beim Deutschen Reich. 1925 zählte Lomnitz 817 Einwohner. Am 1. November 1928 wurden die Landgemeinde Tellsruh und der Gutsbezirk Schoffschütz nach Lomnitz eingemeindet. 1933 zählte die Gemeinde Lomnitz 1284 Einwohner. Am 29. Juli 1936 wurde der Ort im Zuge einer Welle von Ortsumbenennungen der NS-Zeit in Gnadenkirch umbenannt. 1939 lebten 1289 in Gnadenkirch. Bis 1945 befand sich der Ort im Landkreis Rosenberg O.S.
1945 kam der bis dahin deutsche Ort unter polnische Verwaltung und wurde anschließend der Woiwodschaft Schlesien angeschlossen und ins polnische Łomnica umbenannt. 1950 kam der Ort zur Woiwodschaft Oppeln. 1999 kam der Ort zum wiedergegründeten Powiat Oleski.

## Sehenswürdigkeiten
- Die römisch-katholische Katharinenkirche (poln. Kościół Nawiedzenia NMP) wurde zwischen 1916 und 1917 an der Stelle eines hölzernen Vorgängerbaus erbaut.[10]
- Denkmal für Henryk Woźniak und Jan Jadowskiego

## Vereine
- Freiwillige Feuerwehr OSP Łomnica

## Söhne und Töchte des Ortes
- Friedrich Jendrosch (1890–1944) – Politiker, Reichstagsabgeordneter (KPD)
- Norbert Herrmann (* 1943) – Mathematiker und Hochschullehrer.